# Scopula lautaria
Scopula lautaria är en fjärilsart som beskrevs av Jacob Hübner 1825. Scopula lautaria ingår i släktet Scopula och familjen mätare. Inga underarter finns listade.